# Lago Sarez
Lago Sarez (russo: Сарезское озеро; tadjique: Сарез кӯл, romanizado: Sarez Kūl) é um lago no distrito de Rushon, na província de Gorno-Badaquexão, no Tadjiquistão. Possui o comprimento de cerca de 75,8 quilômetros (47,1 mi), profundidade de algumas centenas de metros, elevação da superfície da água de cerca de 3.263 metros (10.705 pés) acima do nível do mar e volume de água superior a 16 quilômetros cúbicos (3,8 cu mi). As montanhas ao redor se elevam a mais de 2.300 metros (7.500 pés) acima do nível do lago.
O lago se formou em 1911 após um grande terremoto, quando o rio Murghab foi bloqueado por um grande deslizamento de terra. Os cientistas acreditam que a barragem de deslizamento formada pelo terremoto, conhecida como Represa Usoi, é instável devido à sismicidade local e que o terreno abaixo do lago corre o risco de uma inundação catastrófica se a barragem se romper durante um terremoto futuro. A parede da represa Usoi sobreviveu a um terremoto localizado de magnitude 7,2, o terremoto de 2015 no Tadjiquistão, em 7 de dezembro de 2015, sem sinais visíveis de deterioração.
O Lago Shadau é um pequeno corpo de água a sudoeste da represa Usoi e a oeste do Lago Sarez.

## Formação
A formação do Lago Sarez é assim descrita no livro de Middleton e Thomas:
O terremoto de Sarez de 1911, estimado entre  6,5 e 7,0 na escala Richter, ocorreu por volta da meia-noite de 5 a 6 de fevereiro de 1911 (estilo antigo). As mortes foram estimadas em 302. O deslizamento de terra foi de 2,2 bilhões de metros cúbicos e formou a Represa Usoi, que tem aproximadamente 5 quilômetros (3,1 milhas) de comprimento, 3,2 quilômetros (2,0 milhas) de largura e até 567 metros (1.860 pés) de altura, a barragem natural mais alta do mundo. Usoi era uma vila que foi soterrada pelo deslizamento de terra. A área estava tão isolada e a destruição das trilhas nas montanhas tão completa que demorou seis semanas até que a notícia chegasse aos postos russos em Murghab e Khorog.
Em 1968, um deslizamento de terra causou ondas de dois metros de altura no lago. Uma conferência de 1997 em Dushanbe concluiu que a barragem era instável e poderia desabar se houvesse outro forte terremoto. Um estudo de 2004 do Banco Mundial considerou que a barragem era estável. O principal perigo parece ser uma massa de rocha parcialmente destacada de cerca de 3 quilômetros cúbicos que pode se soltar e cair no lago. Como o vale abaixo da represa é muito estreito, qualquer inundação seria muito destrutiva. O resultado de uma análise de risco global realizada pela STUCKY para o Banco Mundial foi apresentado no Simpósio IAHR de 2002 em São Petersburgo e no Congresso Internacional de Grandes Barragens de 2006 em Barcelona.